# Osman Kavala
Osman Kavala (París, 1957) es un empresario y activista social turco. Kavala estudió en Robert College en Estambul y ciencias económicas en la Universidad de Mánchester. Tras la muerte de su padre en 1982, pasa a dirigir la empresa familiar Kavala Companies. Kavala dirige la fundación Anadolu Kültür desde 2002 y también es un gran colaborador de Amnistía Internacional.
El 18 de octubre de 2017 fue arrestado sin cargos por el estado de Turquía cuando volvía de Gaziantep en el Aeropuerto Internacional Atatürk de Estambul. En 2019, recibió el 17o. Premio de Libertad de Pensamiento y Expresión  Ayşe Nur Zarakolu por la Asociación de Derechos Humanos de Estambul.